# Coagulation-floculation
 (juillet 2023).
Si vous disposez d'ouvrages ou d'articles de référence ou si vous connaissez des sites web de qualité traitant du thème abordé ici, merci de compléter l'article en donnant les références utiles à sa vérifiabilité et en les liant à la section « Notes et références ».

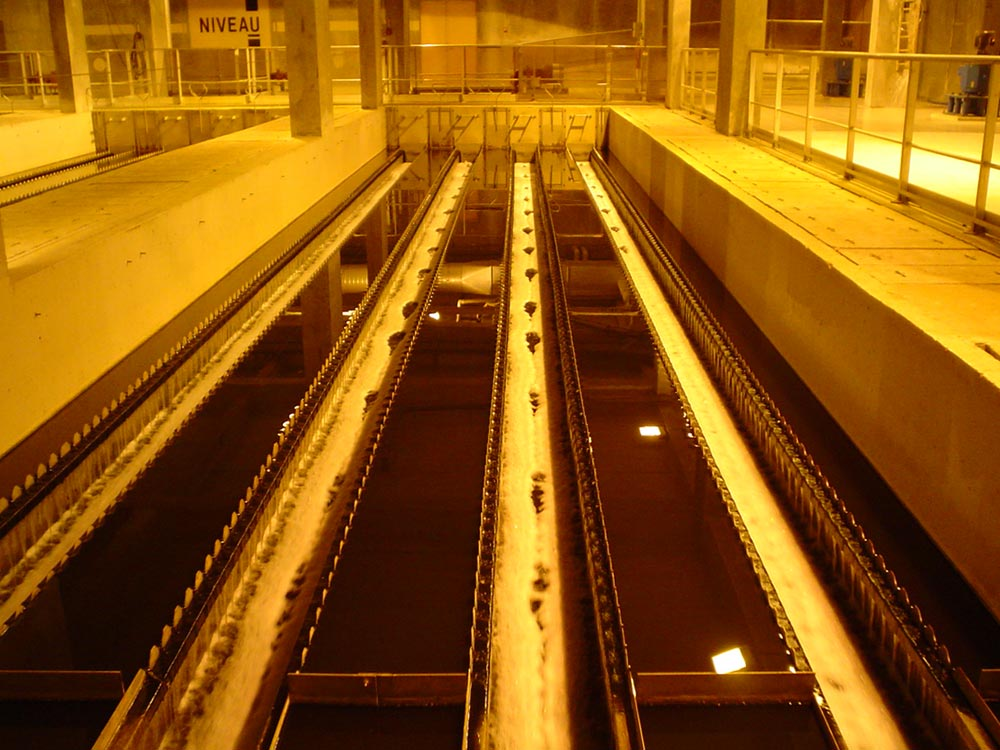
Traitement physico-chimique par floculation-décantation

La coagulation-floculation est un procédé de traitement physico-chimique d'épuration de l'eau, utilisé pour le traitement de potabilisation ou le traitement d'eau usée.
Son principe repose sur la difficulté qu'ont certaines particules à se décanter naturellement : les colloïdes.

## Principe

### Les particules colloïdales
Les particules colloïdales sont caractérisées par deux points essentiels : d'une part, elles ont un diamètre très faible (de 1 nm à 1 µm) - d'autre part, elles ont la particularité d'être chargées électronégativement, engendrant des forces de répulsions inter-colloïdales.
Ces deux points confèrent aux colloïdes une vitesse de sédimentation extrêmement faible (que l'on peut même considérer comme nulle dans le cadre du traitement de l'eau).
La coagulation-floculation est un procédé permettant, en deux temps, de s'affranchir de cette absence de sédimentation. Cette technique permet de s'attaquer aux deux caractéristiques - mentionnées précédemment - rendant impossible une élimination naturelle des particules colloïdales.

### La coagulation
Dans un premier temps, la coagulation, par un ajout de sels métalliques (généralement de fer ou d'aluminium), permet de supprimer les répulsions intercolloïdales : les cations métalliques (Al3+ et Fe3+) se lient aux colloïdes et les neutralisent. Les particules colloïdales peuvent désormais se rencontrer.

### La floculation
Dans un second temps, la floculation permet de s'attaquer au problème du faible diamètre des colloïdes. Le véritable souci est en fait la masse, qui ne permet pas une sédimentation naturelle et exploitable dans le cadre d'un traitement. La solution exploitée par la floculation est de provoquer, grâce à l'ajout de floculant, une agglomération des particules colloïdales. Par la suite, cet agglomérat de colloïdes appelé floc dispose d'une masse suffisante pour pouvoir se décanter. Le floculant ajouté est généralement un polymère, qu'il soit organique ou naturel, qui va jouer le rôle de colle entre les colloïdes.

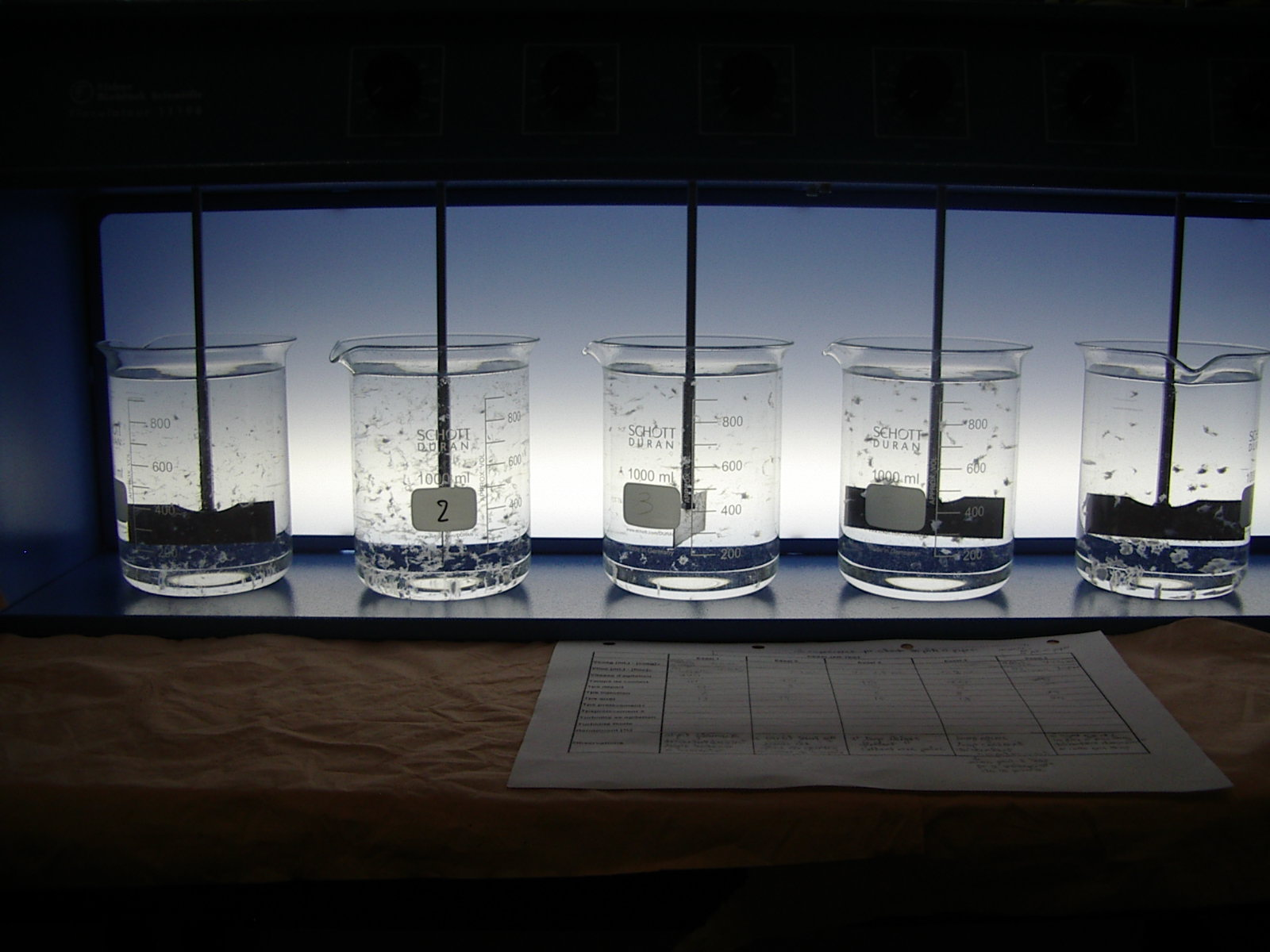
Coagulation puis floculation en traitement des eaux industrielles

## Mise en œuvre
Du point de vue de la mise en œuvre de la coagulation-floculation, deux paramètres nécessitent une attention particulière lors du dimensionnement d'un traitement de coagulation-floculation : les quantités de réactifs à ajouter et les vitesses d'agitation du milieu réactionnel.
Ces quatre valeurs (une quantité de réactif et sa vitesse d'agitation associée pour la coagulation puis une quantité de réactif et sa vitesse d'agitation associée pour la floculation) sont à déterminer en fonction de l'eau à traiter. Et dans ce domaine, il n'existe pas de règle ou de formule de dimensionnement : ces valeurs ne peuvent être déterminées que de façon empirique, par tâtonnements et par des essais sur échantillons en laboratoire.

### Le jar test
La détermination de ces grandeurs en laboratoire est réalisée par ce qu'on appelle le jar test. Il consiste en une rangée de béchers alignés sous un appareillage permettant de tous les agiter à la même vitesse. Les différents béchers ont reçu une dose différente de réactifs et à la fin de l'expérimentation, on détermine quels sont les couples quantités de réactifs / vitesse et temps d'agitation qui permettent d'obtenir l'eau la plus limpide, les flocs les plus gros et les mieux décantés.
Concernant les vitesses d'agitation, la seule certitude est que la coagulation nécessite une vitesse d'agitation plutôt rapide (afin de bien mélanger l'eau et que les colloïdes et les cations métalliques se rencontrent et se neutralisent) et que la floculation - quant à elle - nécessite une vitesse relativement lente (afin de favoriser la rencontre et l'agrégation des colloïdes mais sans détruire les flocs déjà forcés).

## Application dans le traitement des eaux
Dans le cadre d'un traitement de potabilisation, la coagulation-floculation peut-être utilisée pour éliminer la turbidité de l'eau (micro-particules comme l'argile responsable d'un trouble de l'eau).
Pour potabiliser de l'eau, un procédé de coagulation-floculation doit s'accompagner d'une décantation et d'une élimination rigoureuse des flocs. De plus, les quantités de réactifs doivent être précisément évaluées pour ne pas en ajouter de trop.
Dans le cadre du traitement d'eaux usées, on rencontre souvent la coagulation-floculation comme système de traitement tertiaire - dans une station d'épuration urbaine - destiné à éliminer la pollution phosphorée.